# شپرینگشتیله
شپرینگشتیله (به آلمانی: Springstille) یک شهر در آلمان است که در اشمالکالدن-ماینینگن واقع شده‌است. شپرینگشتیله ۶۰۵ نفر جمعیت دارد.